# Hatussao (Ort)
Hatussao (Hatusao) ist eine osttimoresische Siedlung im Suco Horai-Quic (Verwaltungsamt Maubisse, Gemeinde Ainaro). Der Ort besteht aus weit voneinander verstreut liegenden Häusern. Das Ortszentrum befindet sich im Norden der Aldeia Hatussao, auf einer Meereshöhe von 1686 m.